# 퍼넬러피 미첼
퍼넬러피 미첼(Penelope Mitchell, 1991년 7월 24일 ~ )은 오스트레일리아의 배우이다.

## 출연 작품

### 영화
- 룩 어웨이 (2018) - 릴리 역
- 비트윈 월즈 (2018, Between Worlds)
- 헬보이 (2019) - 가네다 역
- 스팅: 외계거미의 지구침략 (2024)

### 텔레비전
- 뱀파이어 다이어리 (2014-15)
- 스타트렉: 피카드 (2022)